# خودریگو لیائو
خودریگو لیائو (پرتغالی: Rodrigo Leão؛ زادهٔ ۱۵ اکتبر ۱۹۶۴) موسیقی‌دان و آهنگساز اهل پرتغال است.
او کارش را با نواختن گیتار بیس آغاز کرد و بعدها یکی از دلایل موفقیت گروه موسیقی مادره‌دو بود. موسیقی او در فیلم‌های و سریال‌های متعددی به کار رفته است.